# Крыжановский, Виктор Владимирович
Виктор Владимирович Крыжановский (укр. Віктор Володимирович Крижанівський; 21 декабря 1961, Житомир, Украинская ССР, СССР — 16 октября 2021, Киев) — украинский дипломат. Чрезвычайный и Полномочный Посол Украины в Эстонии (2010—2017).

## Биография
Родился 21 декабря 1961 года в Житомире.
В 1984 году окончил Киевский государственный университет им. Т. Г. Шевченко, юрист; аспирантуру Института государства и права Академии наук УССР, кандидат юридических наук. 
Владеет иностранными языками: английским, русским.
В 1984—1989 годах — аспирант, младший научный сотрудник Института государства и права Академии наук УССР, Киев.
В 1990—1990 годах — главный экономист, заведующий отделом ассоциации «Укринтур», Киев.
В 1990—1992 годах — коммерческий директор киевского совместного предприятия «Аполло».
С февраля 1992 по декабрь 1992 года — второй, первый секретарь отдела ОБСЕ и регионального сотрудничества МИД Украины.
С декабря 1993 по апрель 1995 года — заведующий отделом — начальник Управления ОБСЕ и Европейского регионального сотрудничества МИД Украины.
С апреля 1995 по июнь 1998 года — советник Постоянного представительства Украины при международных организациях в Вене.
С июня 1998 по август 1998 года — заместитель начальника Управления европейской и трансатлантической интеграции МИД Украины.
С августа 1998 по январь 1999 года  — заместитель начальника Управления евроатлантической интеграции МИД Украины — заведующий отделом НАТО и Западноевропейского сотрудничества.
С января 1999 по сентябрь 2000 года — заместитель начальника Управления евроатлантической интеграции МИД Украины.
С сентября 2000 по март 2003 года — заместитель Постоянного представителя Украины при международных организациях в Вене.
С марта 2003 по март 2005 года — заместитель руководителя Главного управления по вопросам внешней политики Администрации Президента Украины.
С сентября 2005 по сентябрь 2008 года — заместитель Постоянного представителя Украины при ООН.
С августа 2008 по 6 июля 2010 года — специальный представитель Украины в приднестровском урегулировании.
С 27 октября 2010 по 13 июня 2017 года — Чрезвычайный и Полномочный Посол Украины в Эстонской Республике.
17 октября 2021 года погиб в результате несчастного случая в Киеве после падения с лестницы в собственном доме.

## Личная жизнь
Женат, имеет дочь.

## Дипломатический ранг
- Чрезвычайный и Полномочный Посол (24 августа 2013)[11]